# Groene gaasvlieg
De groene gaasvlieg of goudoogje (Chrysoperla carnea) is een 1 tot 17 millimeter lang, vliegend insect uit de familie van de gaasvliegen (Chrysopidae). Deze familie behoort ondanks de naam niet tot de vliegen (orde tweevleugeligen) maar tot de orde netvleugeligen (Neuroptera). Men kan de vlieg 's nachts vaak tegenkomen in te buurt van straatlantaarns en verlichte ramen.

## Kenmerken
Het lichaam van de gaasvlieg is dun en langwerpig en de kleur is groen tot geelgroen. De gaasvlieg lijkt enigszins op een mug, maar de vleugels zijn veel groter, ronder en duidelijk fijn geaderd. De vleugels worden in rust als een afdakje op de rug gevouwen en in de vlucht glinsteren de vleugels vaak door een lichte, parelmoerachtige glans. De ogen hebben een goudkleurige glans. Het is bepaald geen snelle of behendige vlieger en het kan dan ook makkelijk uit de lucht worden gevangen. Alle vier de vleugels hebben dezelfde vorm en kunnen onafhankelijk van elkaar bewogen worden. 
Gaasvliegen zijn kwetsbaar; de vleugels zijn snel beschadigd en dan kan er niet meer naar planten gevlogen worden om te eten.

## Voorkomen en voedsel
De groene gaasvlieg komt in alle werelddelen voor, behalve Australië en Antarctica. 
Hij is nuttig omdat deze gaasvlieg enorme hoeveelheden bladluizen eet, vooral als larve. De imago eet voornamelijk de uitwerpselen van bladluizen (honingdauw) en pollen of stuifmeel. Vrouwtjes eten ook weleens een luis, vooral als ze zwanger zijn en eitjes hebben. Bladluizen vormen het enige voedsel van de larven, die echte eetmachines zijn en lijken op de larven van lieveheersbeestjes. Bladluizen worden niet opgegeten maar leeggezogen en ook spint en witte vlieg, twee andere beruchte plantenplagen, worden gegeten. De anale opening van de larven is afgesloten, zij ontdoen zich van de ontlasting tijdens het vervellen. Vooral in de kassenteelt worden gaasvliegen massaal ingezet om bladluizen op te ruimen. Een enkele larve eet tot wel 50 luizen per dag.

## Ontwikkeling
De eitjes worden afgezet tussen bladluizenkolonies, en staan op lange steeltjes. Dit dient om mieren op afstand te houden, die graag de honingdauw van de luizen opzuigen en de luizen beschermen. De larve is plat en rupsachtig en heeft een bruine, onregelmatige kleur, drie paar kleine pootjes en lange, tang-achtige kaken. Sommige soorten gaasvliegenlarven camoufleren zich met stukjes plant of dode luizen om zo aan de aandacht van mieren te ontsnappen. Als de larve na enige tijd verpopt, wordt een spinsel gemaakt tussen de vegetatie. Er komen twee generaties per jaar, en in de winter overwintert de imago vaak in huizen. Tijdens deze rustperiode kleurt de gaasvlieg bruin, maar in de lente wordt de kleur weer groen.